# Borówka (Wilno)
Borówka (lit. Šilinė) – mikrorejon na Litwie, w okręgu wileńskim, część Wilna, w dzielnicy Werki.
W pobliżu znajduje się baza wojskowa.

## Historia
W dwudziestoleciu międzywojennym zaścianek leżący w Polsce, w województwie wileńskim, w powiecie wileńsko-trockim, w gminie Rzesza. W 1931 miejscowość liczyła 27 mieszkańców, zamieszkałych w 5 budynkach.
Po II wojnie światowej w granicach Związku Sowieckiego. Od 1991 na niepodległej Litwie. W 1996 wschodnia część Borówki została włączona w granice Wilna. Pozostała część wsi pozostała odrębną miejscowością.